# Lucy Chaffer
Lucy Chaffer, née le 19 octobre 1983 à Perth est une skeletoneuse australienne.

## Carrière
Lucy Chaffer commence sa carrière au niveau international au cours de l'hiver 2006-2007 et participe à ses premières courses en Coupe du monde en janvier 2009. Ratant la qualification pour les Jeux olympiques de Vancouver en 2010, elle monte sur son premier podium en décembre 2012 à Whistler. En 2014, elle se classe dix-septième des Jeux olympiques de Sotchi.

## Palmarès
- Jeux olympiques d'hiver
  - 17e en 2014

- Championnats du monde
  - Meilleur résultat : 9e en 2012

- Coupe du monde
  - Meilleur classement général : 7e en 2012
  - 1 podium dont 1 deuxième place.